# Medalha Marechal Hermes
A Medalha Marechal Hermes - Aplicação e Estudo é uma honraria militar que visa "incentivar os desvelos nos estudos e na instrução, premiar e dar relevo ao mérito intelectual de oficiais e praças que hajam distinguido nas Escolas do Exército ou nos concursos para as funções do Magistério Militar". É a mais importante medalha acadêmica e a mais abrangente de Mérito Escolar no âmbito das Forças Armadas. Foi criada em 31 de maio de 1955, pelo presidente João Café Filho, para homenagear o centenário de nascimento do presidente Hermes da Fonseca.

## Utilização
A medalha era conferida, originalmente, aos militares da ativa do Exército tivessem concluído ou viessem a concluir anualmente, em primeira época e nas condições abaixo, os cursos das seguintes Escolas:
- Academia Militar das Agulhas Negras: primeiro lugar de sua turma, em cada Arma ou Serviço;

- Escola de Aperfeiçoamento de Oficiais: primeiro lugar de sua turma, em cada Arma ou Serviço;

- Escola de Comando e Estado-Maior do Exército: primeiro lugar de sua turma, desde que tenha nota 8 (oito) ou superior;

- Escola Técnica do Exército (atual Instituto Militar de Engenharia): primeiro lugar no curso de sua especialidade, desde que tenha nota 8 (oito) ou superior;

- Escola de Sargentos das Armas: primeiro lugar de sua turma em cada Arma.

Em 2 de julho de 1975, pelo Decreto nº 75.924 do presidente Ernesto Geisel, passou a ser concedida aos militares da ativa que concluíram, em primeiro lugar, os cursos militares de formação, graduação, aperfeiçoamento e altos-estudos militares, realizados no Exército; aos militares que forem aprovados em primeiro lugar em concursos de títulos e de provas para ingresso no Magistério do Exército; e aos militares que tenham obtido o primeiro lugar em suas turmas nos cursos de formação de Oficiais em Academias Militares Estrangeiras. 
Desde 26 de agosto de 1998, é concedida, a critério do Ministro do Exército, ao diplomata que obtiver o primeiro lugar em sua turma no Programa de Formação e Aperfeiçoamento - Primeira Fase (PROPA-I) do Instituto Rio Branco, do Ministério das Relações Exteriores.
Atualmente, a Medalha também é concedida na Escola de Aperfeiçoamento de Sargentos das Armas e na Escola de Sargentos de Logística ao primeiro lugar das turmas em cada Arma.

### Medalha
A medalha possui no seu anverso ao centro um sabre sobreposto à esfera armilar, envolvidos por uma coroa de louros, atada por um laço e no seu verso os dizeres "Marechal Hermes - Aplicação e Estudo", circundando o emblema do Exército, projetado sobre o contorno geográfico do Brasil. A medalha será de:
- bronze, para os praças e os cursos para formações de oficiais;
- prata, para os cursos de aperfeiçoamento de oficiais e para os militares professores adjuntos de catedráticos efetivos, aprovados em primeiro lugar em concursos de títulos e de provas, com defesa de tese, para efetivação no Magistério do Exército; e
- prata dourada, para os cursos de Estado-Maior e Técnico e para militares professores efetivos do Magistério do Exército, aprovados em primeiro lugar nos cursos de Licenciado de Faculdade de Filosofia ou em cursos de títulos e de provas, com defesa de tese para catedrático.

A medalha será usada pendente de uma fita azul ultramar, tendo ao centro uma lista verde e outra amarela.

### Passadores
O passador da medalha conferida aos oficiais e aspirantes a oficial terá uma, duas ou três coroas de louros, conforme o número de medalhas a que fizerem jus. O passador da medalha conferida aos praças não terá coroa de louros.